# Jason Hanson
Jason Douglas Hanson (født 17. juni 1970 i Spokane, Washington, USA) er en tidligere amerikansk footballspiller, der spillede i NFL som place kicker. Han spillede hele sin 21 år lange karriere hos Detroit Lions, startende i 1992 og sluttende i 2012.
På trods af, at Detroit Lions igennem det meste af Hansons karriere tilhørte den svagere del af NFL's hold, formåede han alligevel at være en af de mest stabile place kickere i ligaen. To gange, i 1997 og 1999, blev dette belønnet med en udtagelse til Pro Bowl, ligaens All Star-kamp.

## Klubber
- 1992-2012: Detroit Lions